# Nukumanu jezik
Nukumanu jezik (ISO 639: nuq; tasmanski jezik), polinezijski jezik uže ellicejske skupine, kojim govori oko 700 ljudi (2003 SIL) na atolima papua-novogvinejske provincije Bougainville, atol Nukumanu, nekad nazivan Tasman, po čemu je i jezik dobio ime tasmanski jezik.
Stanovnici sau slični otočanima s atola Ontong Java (Lord Howe Atoll, Luangiua) s kojima održavaju i međusobvne kontakte, i čiji su jezici srodni ali ne i isti. 

## Vanjske poveznice
- Ethnologue 14th
- Ethnologue 15th  Arhivirana inačica izvorne stranice od 21. srpnja 2015. (Wayback Machine)
- Ethnologue 16th  Arhivirana inačica izvorne stranice od 21. srpnja 2015. (Wayback Machine)